# (6040) 1990 DK3
(6040) 1990 DK3 (1990 DK3, 1979 GF, 1990 DC, 1991 PU4) — астероїд головного поясу, відкритий 24 лютого 1990 року.
Тіссеранів параметр щодо Юпітера — 3,508.